# Toxorhina producta
Toxorhina producta är en tvåvingeart som beskrevs av Edwards 1928. Toxorhina producta ingår i släktet Toxorhina och familjen småharkrankar. Inga underarter finns listade i Catalogue of Life.